# Прісака (Біхор)
Прісака (рум. Prisaca) — село у повіті Біхор в Румунії. Входить до складу комуни Уйляку-де-Беюш.
Село розташоване на відстані 393 км на північний захід від Бухареста, 46 км на південний схід від Ораді, 104 км на захід від Клуж-Напоки, 130 км на північний схід від Тімішоари.

## Населення
За даними перепису населення 2002 року у селі проживали 489 осіб, з них 488 осіб (99,8%) румунів. Рідною мовою 488 осіб (99,8%) назвали румунську.